# Loxia leucoptera
Il crociere fasciato (Loxia leucoptera Gmelin, 1789) è un uccello passeriforme della famiglia dei Fringillidi.

## Etimologia
Il nome scientifico della specie, leucoptera, deriva dall'unione delle parole greche λευκος (leukos/lefkos, "bianco") e πτερος (pteros, "ala"), col significato di "dall'ala bianca", in riferimento alla livrea di questi uccelli.

## Descrizione

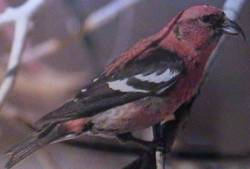
Maschio a Isle Royale.

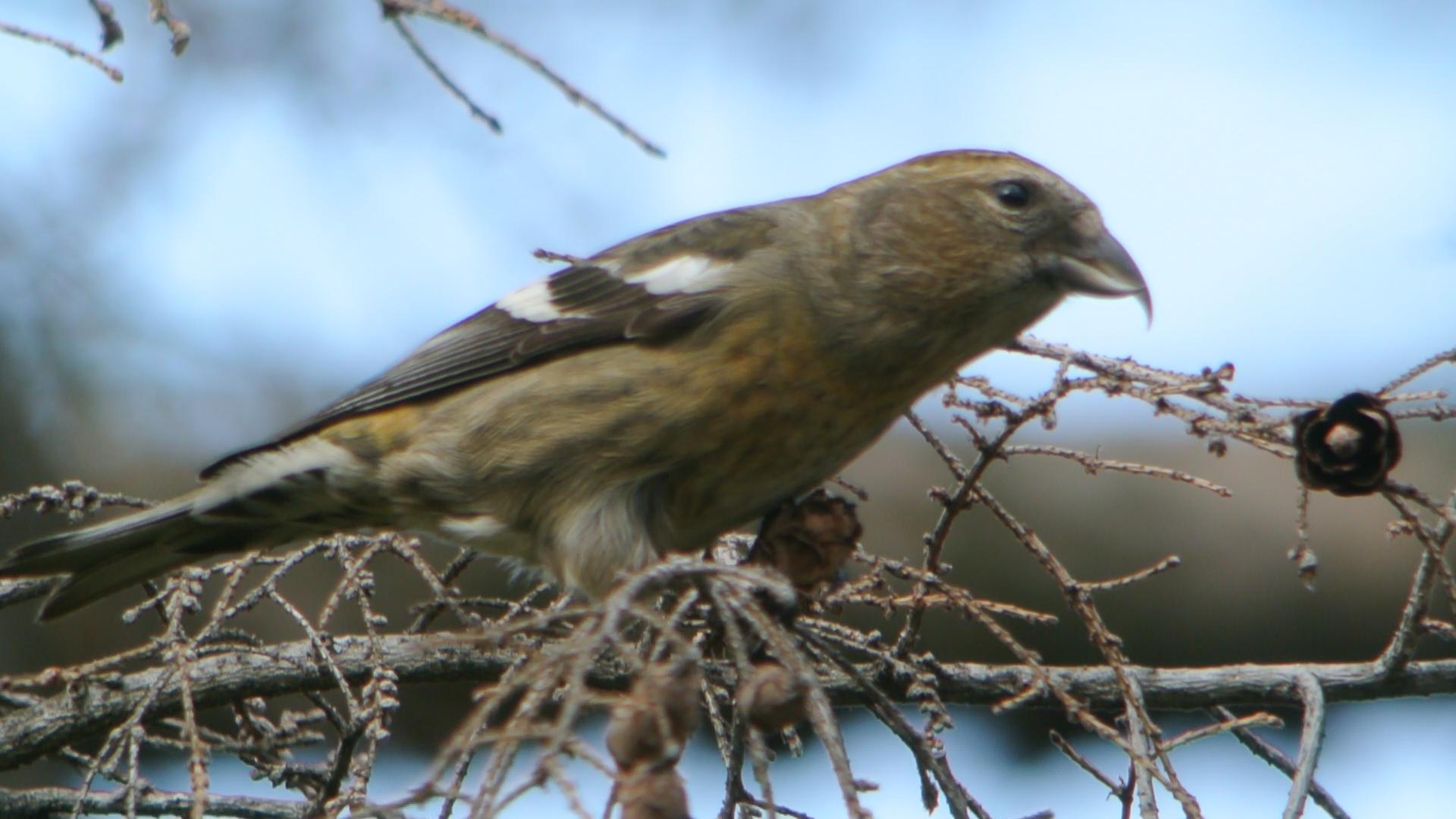
Femmina a Saint Louis.

### Dimensioni
Taglia media 14,5–17 cm di lunghezza, e 25-40 grammi di peso.

### Aspetto
Si tratta di uccelli dall'aspetto robusto e massiccio, muniti di grossa testa squadrata con inconfondibile becco incrociato, ali appuntite e coda dalla punta lievemente forcuta. Nel complesso, questi uccelli ricordano molto l'affine crociere comune, dal quale (così come da tutti gli altri crocieri) li si può facilmente distinguere per la presenza delle barre alari bianche.
Il piumaggio presenta dimorfismo sessuale ben evidente: nei maschi, infatti, testa, dorso e petto sono di un colore che può andare dal rosso arancio al rosso ciliegia, ventre e fianchi sono grigi con diffuse sfumature rossicce, ali e coda sono nere, le prime con due inconfondibili barre alari bianche (che fruttano alla specie sia il nome scientifico che il nome comune), particolarmente evidenti quando l'animale è in volo, e bianco è anche il sottocoda.

La femmina, invece, manca completamente del rosso, che viene sostituito dal giallastro o dal verdastro, maggiormente tendente al bruno sul dorso: permangono tuttavia le barre alari ed il nero di ali e coda. In ambedue i sessi gli occhi sono di colore bruno scuro, il becco è nerastro (con orli tendenti al perla) e le zampe sono di color carnicino-nerastro.

## Biologia

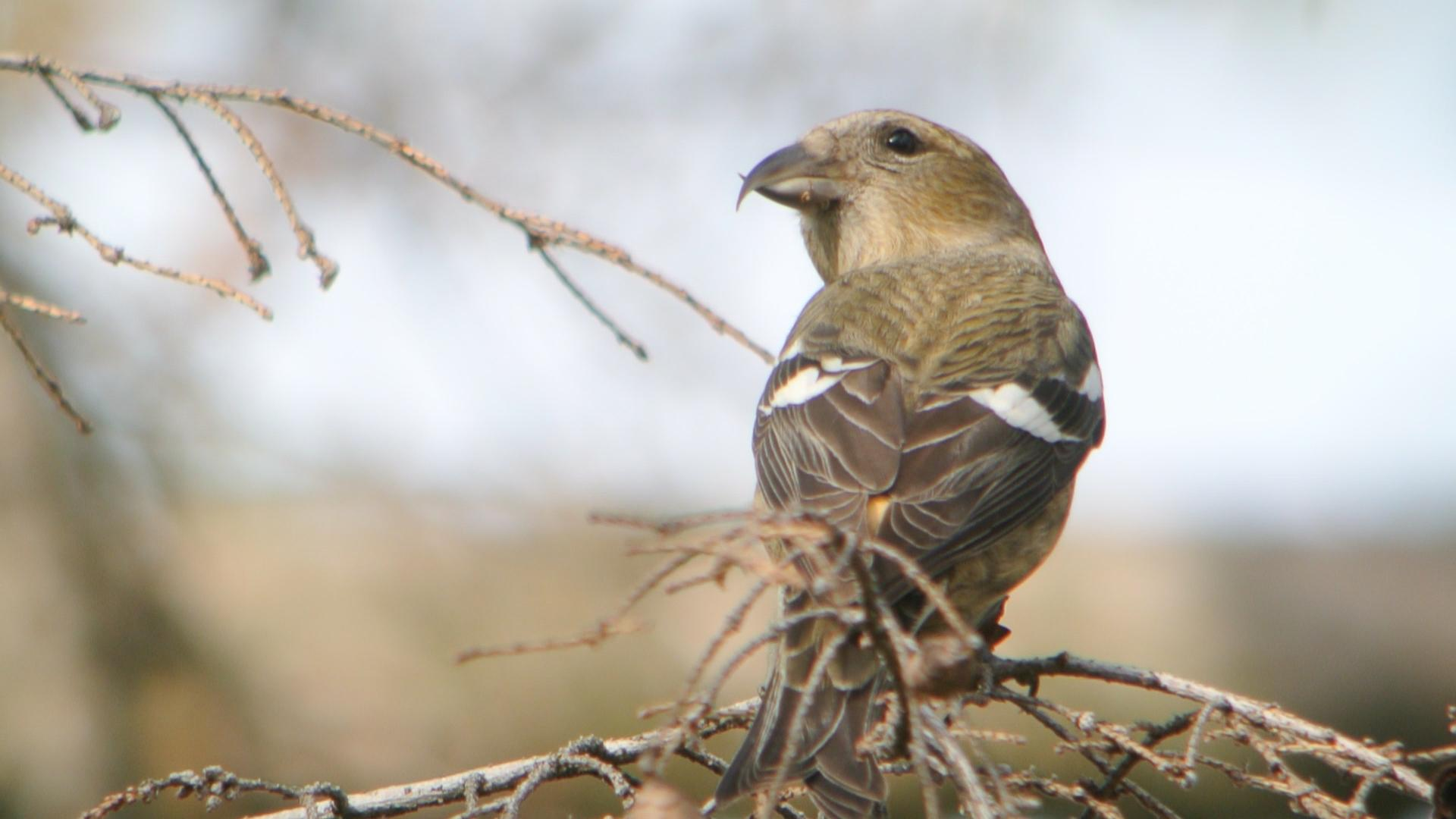
Femmina in natura.

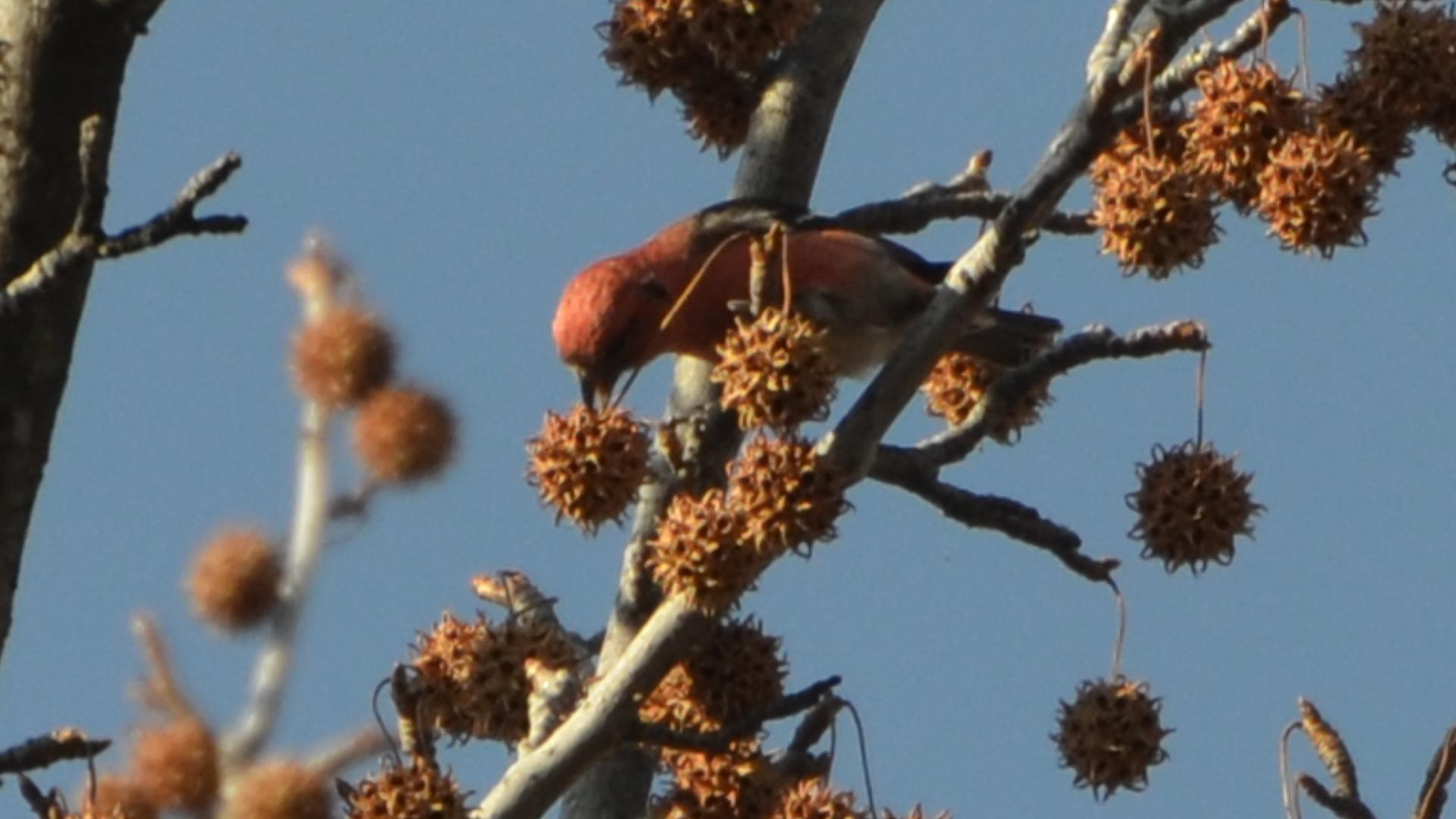
Maschio si ciba di sorbo a Chesterfield.

I crocieri fasciati sono uccelli dalle abitudini essenzialmente diurne, molto miti e riservati, che passano la maggior parte della giornata fra i rami degli alberi alla ricerca di cibo, muovendosi in gruppetti o in piccoli stormi, talvolta in associazione con altre specie di crociere: nonostante la taglia piuttosto grande (trattandosi di fringillidi) e la livrea vivace dei maschi, questi uccelli non sono facilissimi da osservare, principalmente in virtù della loro timidezza, che li spinge a cercare rifugio nel folto della vegetazione al minimo rumore sospetto.

### Alimentazione

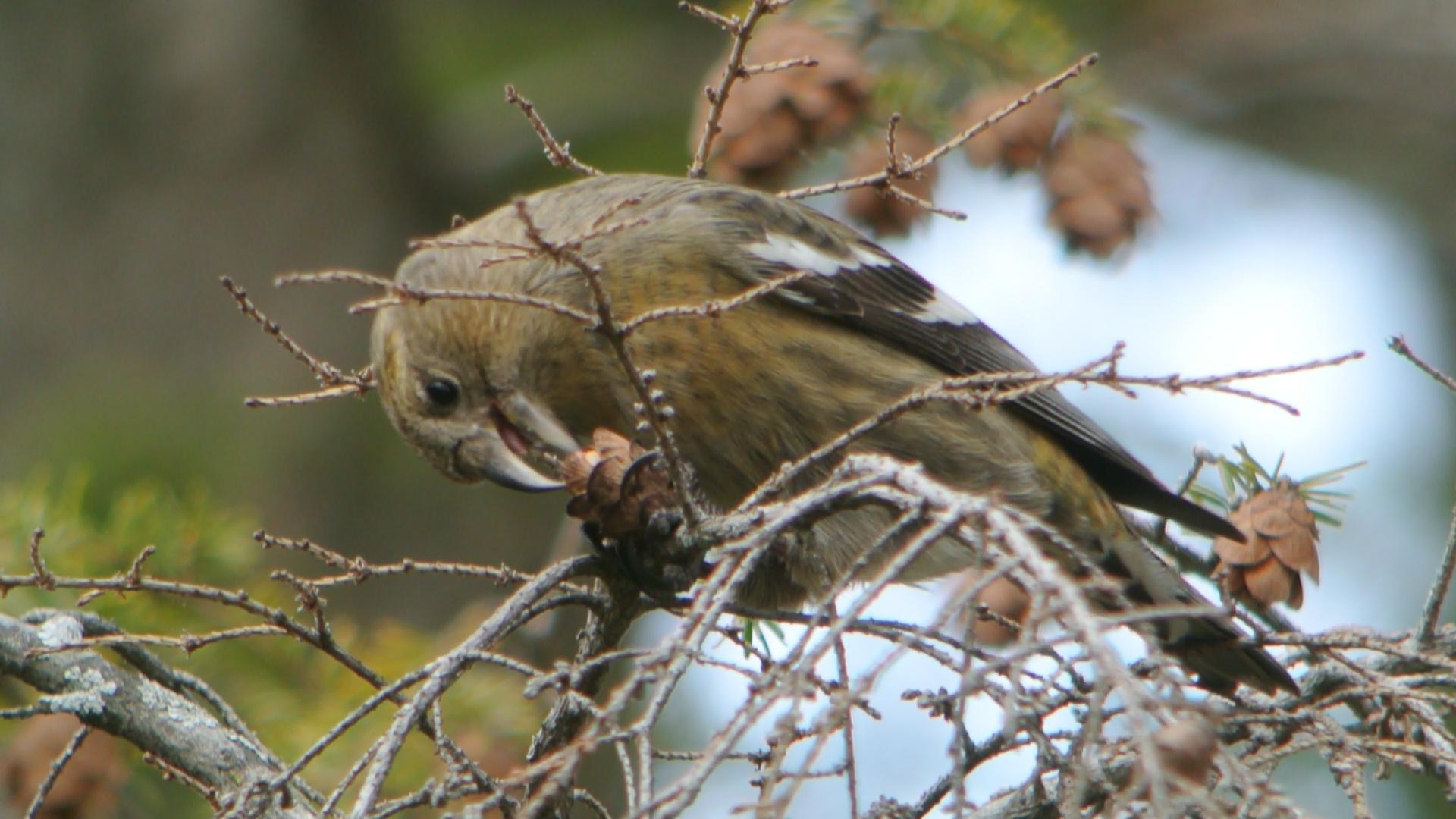
Femmina si serve di lingua e zampe per estrarre il nutrimento.

Il crociere fasciato si nutre quasi esclusivamente di pinoli, per estrarre i quali si serve dell'inconfondibile becco incrociato, che viene inserito fra le squame delle pigne per forzarle ed estrarne il seme, con l'aiuto della lingua. La specie si nutre principalmente di pinoli di larice di varie specie, oltre che di peccio canadese e tsuga: inoltre, i crocieri fasciati mangiano anche i germogli e le giovanissime pigne, nonché bacche e semi di altre specie, come sorbo, betulla e ontano. Specialmente durante il periodo riproduttivo, infine, questi uccelli mangiano insetti, per riequilibrare le energie profuse nello sforzo riproduttivo e per nutrire la prole con cibo altamente proteico.

### Riproduzione
La stagione riproduttiva parte in gennaio in Nordamerica ed in maggio in Eurasia, in entrambi i casi estendendosi fino ad agosto: sia la durata della stagione degli amori che il numero di covate portate avanti durante questa sono subordinate alla disponibilità di cibo.

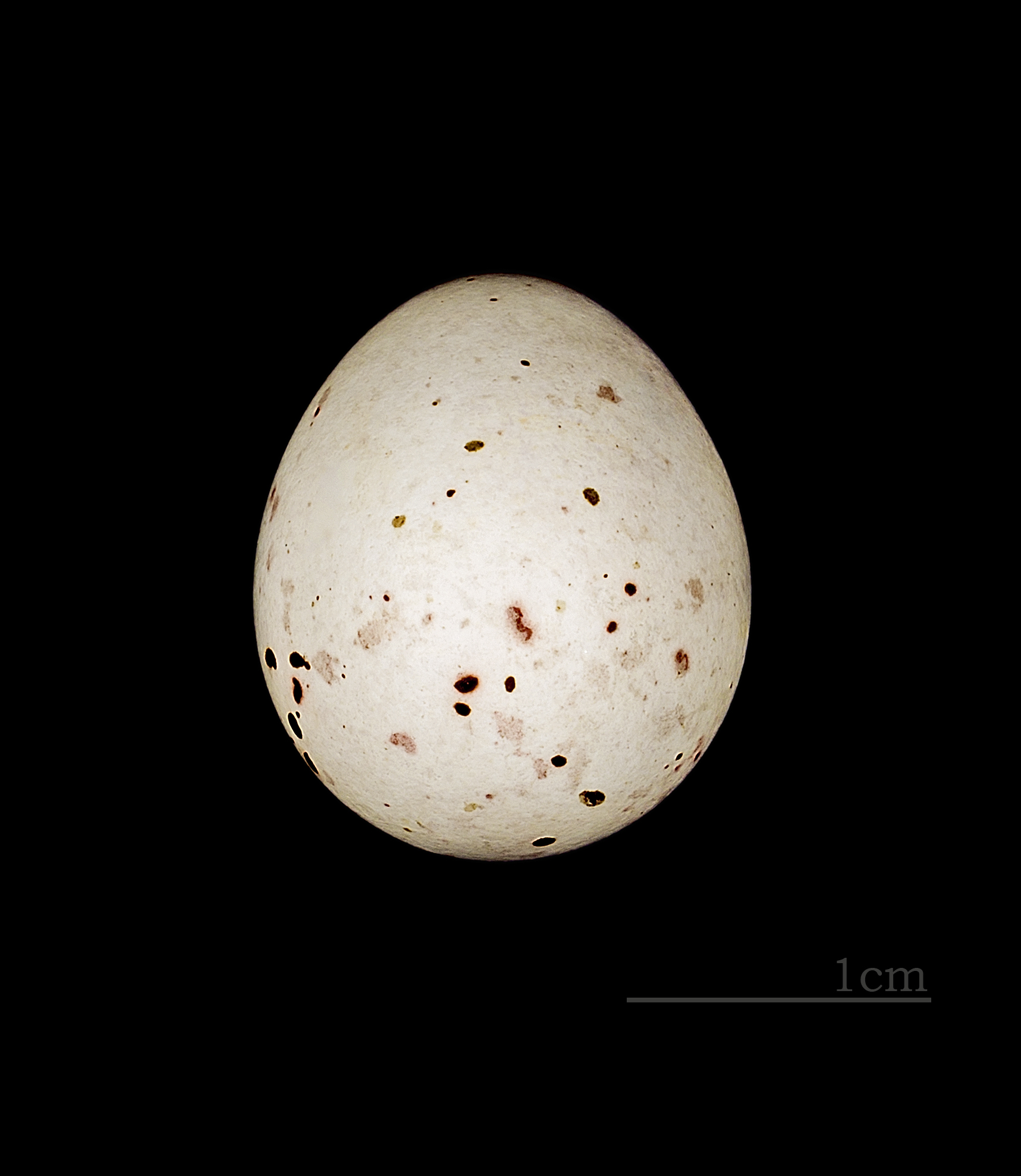
Uovo al Museo di storia naturale di Tolosa.

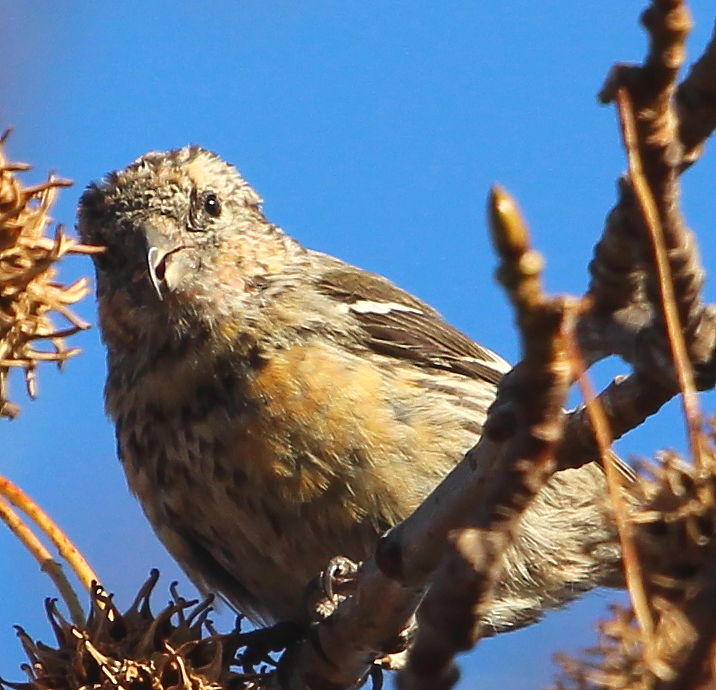
Giovane in natura.

Il crociere fasciato è un uccello rigidamente monogamo. Alle femmine tocca la costruzione del nido (una coppa di ramoscelli intrecciati foderata internamente di lanugine e posta fra i rami di una conifera) e la cova delle 3-4 uova, che dura circa due settimane: il maschio, nel frattempo, si occupa invece di reperire il cibo per sé e per la compagna, oltre che di fare la guardia al nido e ai dintorni.
Le cure parentali verso i nidiacei sono a carico di ambedue i genitori, che si alternano nello stazionare presso il nido e nell'andare a cercare il cibo: ciechi ed implumi alla schiusa, i pulli sono perfettamente piumati (sebbene con piumaggio giovanile, dominato dai toni del bruno) e pronti per l'involo a circa tre settimane dalla schiusa, mentre l'indipendenza vera e propria viene raggiunta attorno al mese e mezzo di vita.

## Distribuzione e habitat

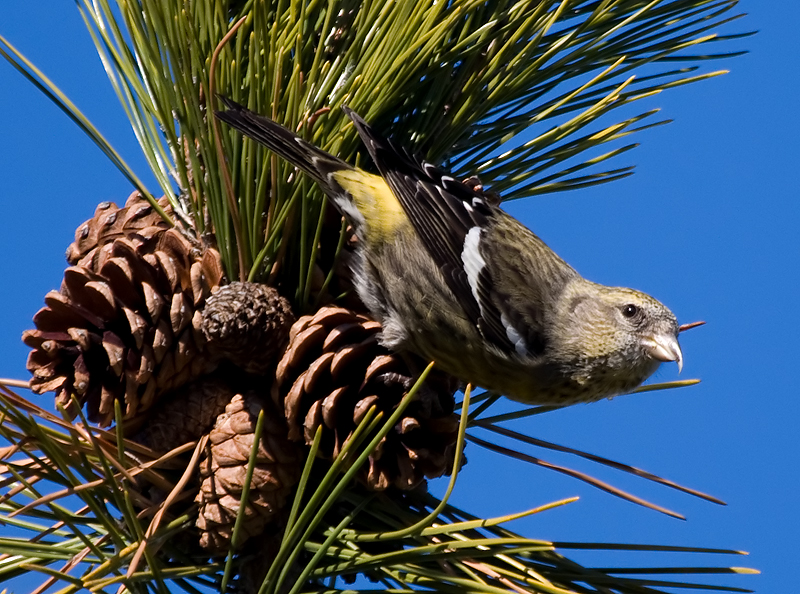
Femmina nel Rhode Island.

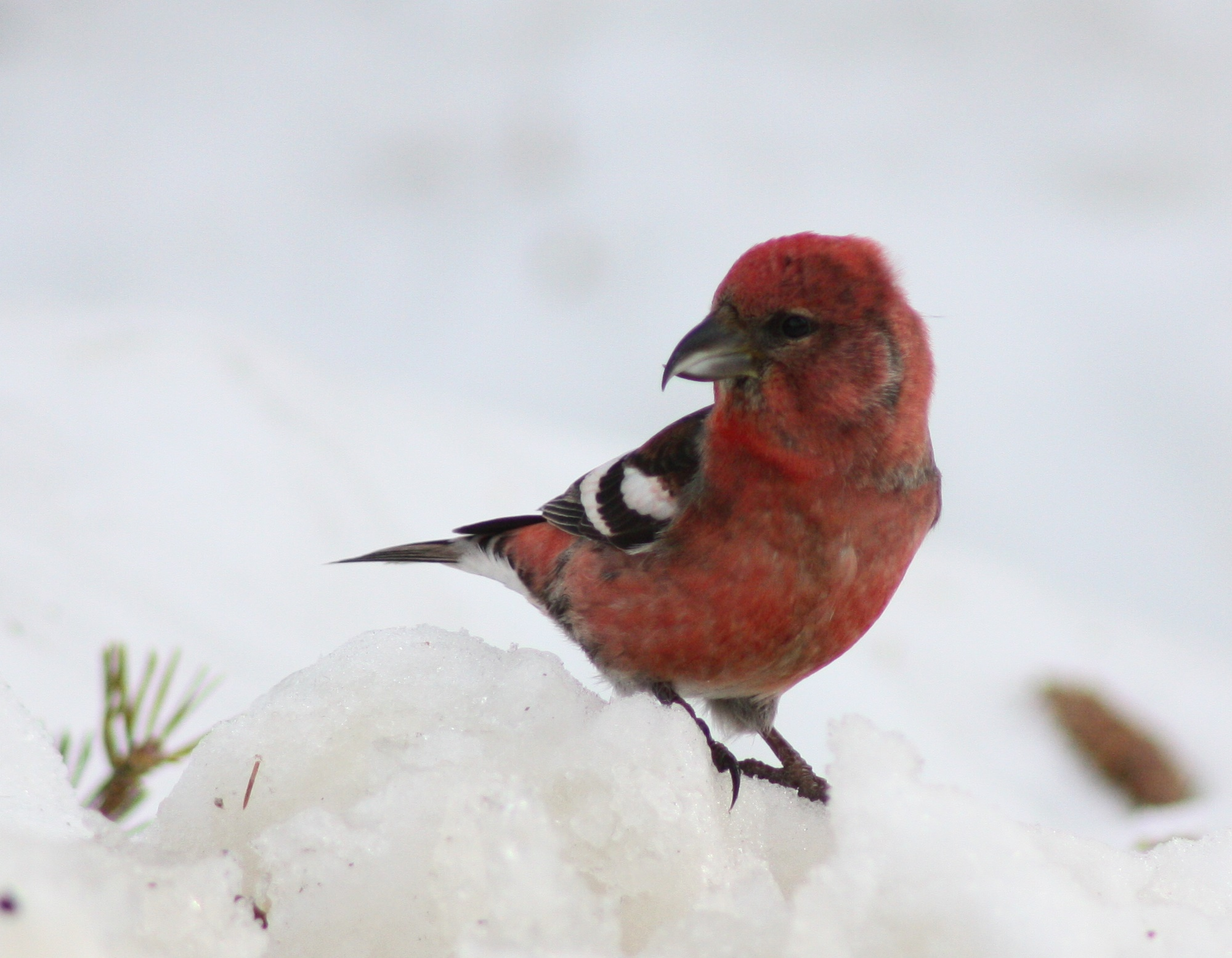
Maschio nella neve a Kittilä.

Il crociere fasciato ha areale olartico, colonizzando un areale piuttosto vasto che si estende attraverso le porzioni settentrionali di Nord America, Europa orientale ed Asia. La specie è residente nella maggior parte dell'areale, con alcune popolazioni che svernano più a sud, seguendo talvolta i crocieri comuni nelle loro migrazioni e giungendo negli Stati Uniti centrali, in Cina centro-orientale ed in Europa centrale e addirittura meridionale, con un singolo esemplare avvistato a Veroli.
Il suo habitat è rappresentato dalla taiga e dalle dense foreste di conifere ben mature, generalmente a predominanza di larice: questi uccelli, tuttavia, tollerano anche aree più compromesse, come pinete alternate a radure oppure zone di rimboschimento, avendo in qualche caso tratto giovamento dall'attività umana.

## Sistematica
Se ne riconoscono due sottospecie:

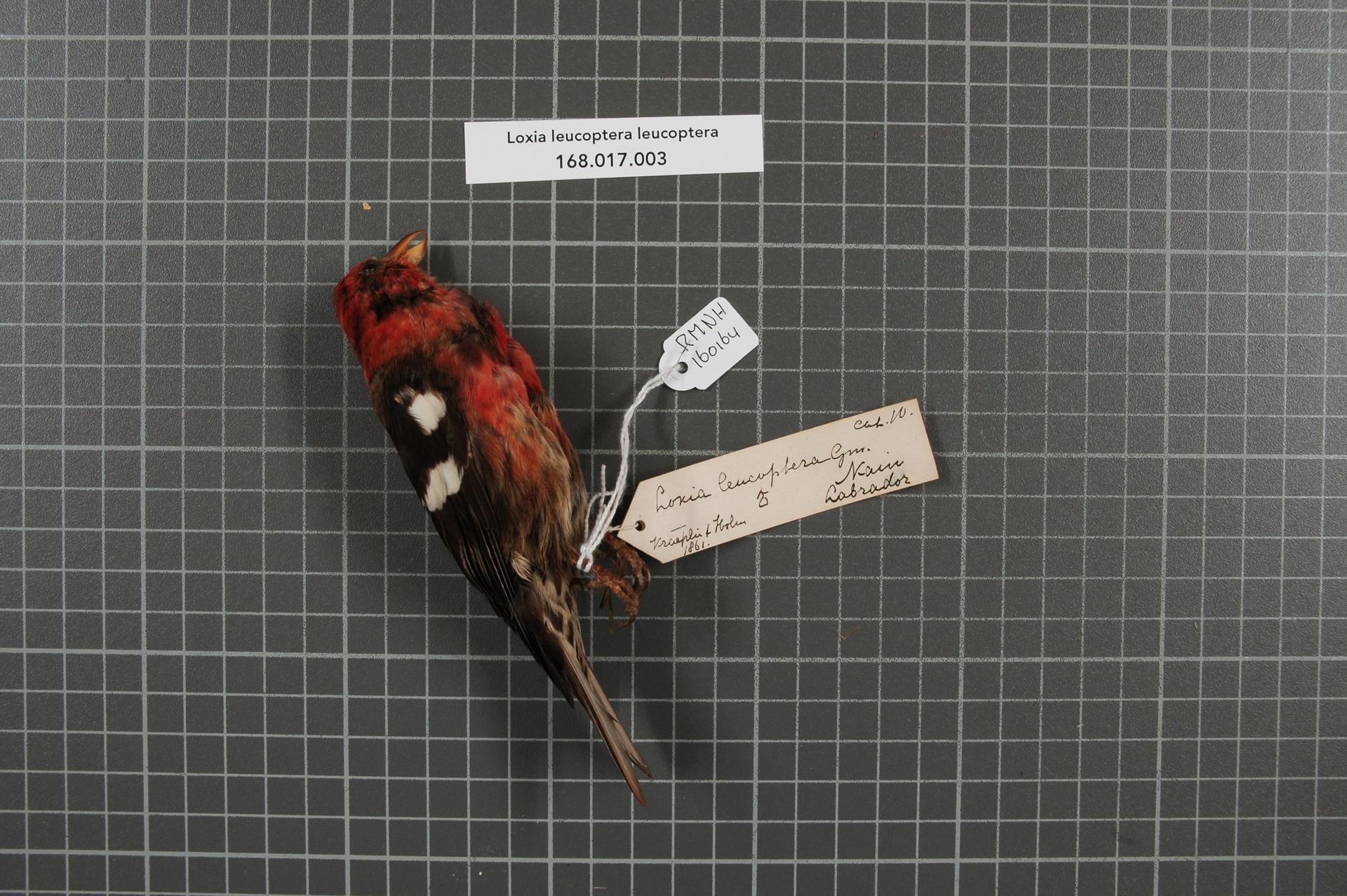
Maschio impagliato della sottospecie nominale.

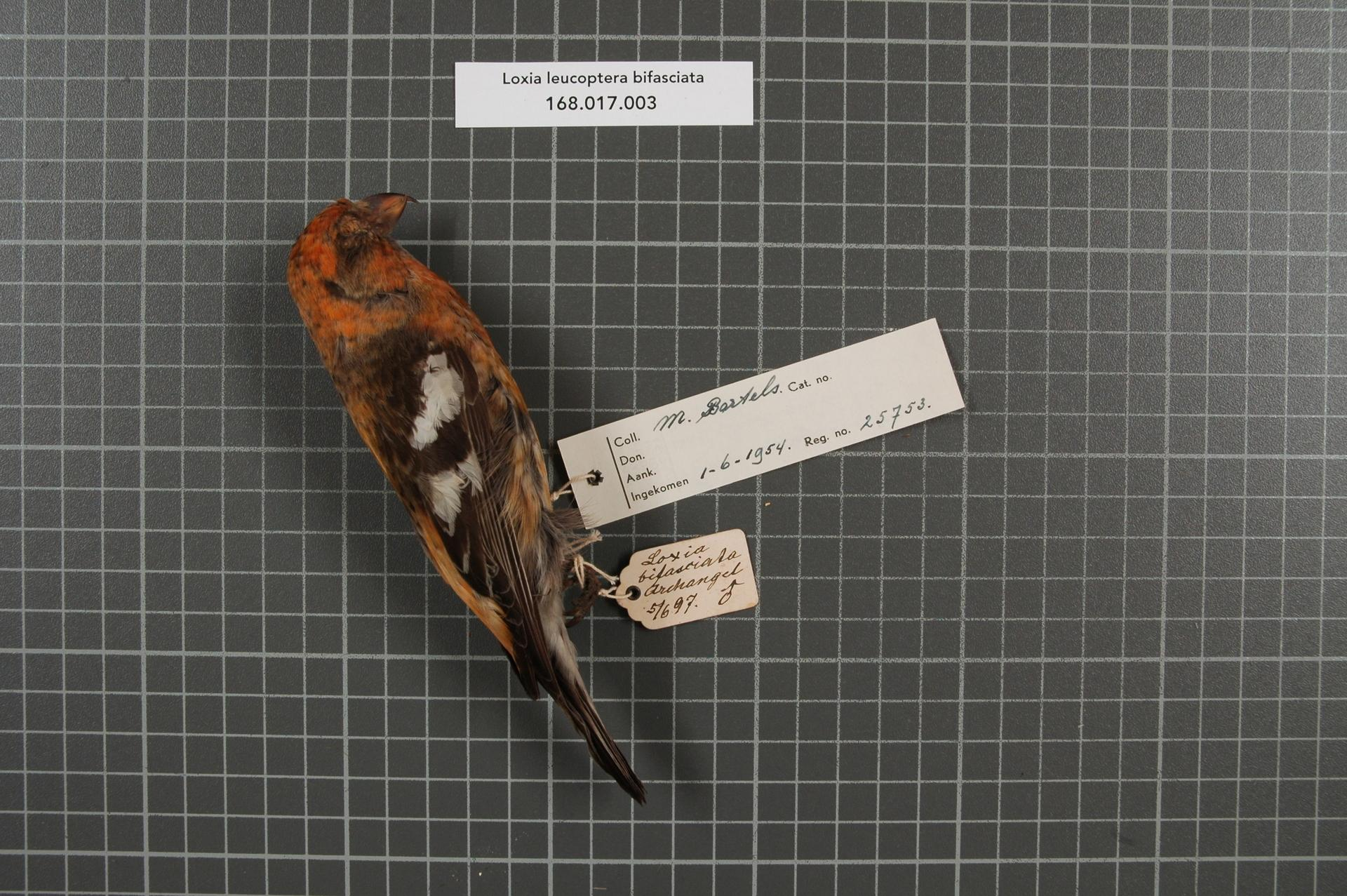
Maschio impagliato della sottospecie bifasciata.

- Loxia leucoptera leucoptera Johann Friedrich GmelinGmelin, 1789 - la sottospecie nominale, diffusa dall'Alaska a sud fino al nord dello stato di Washington, ad est fino alla penisola del Labrador e al Maine, spingendosi fino al nord del Wisconsin, all'Oregon centrale, Wyoming occidentale, Colorado meridionale ed Utah e Nuovo Messico settentrionali, con alcune popolazioni che svernano in Minnesota meridionale, Ohio settentrionale, Pennsylvania e Massachusetts;
- Loxia leucoptera bifasciata (Brehm, 1827) - diffusa nel nord-est della Fennoscandia e dalla penisola di Kola ad est fino al mare di Ochotsk attraverso tutta la Siberia, a sud fino agli Urali centrali, l'area del Lago Bajkal, i monti Jablonovyj e l'Amur, svernante in Manciuria, Liaoning ed Hebei, oltre che (sebbene irregolare) in Europa centro-meridionale.

In passato anche il crociere di Hispaniola veniva considerato una sottospecie del crociere fasciato, col nome di L. f. megaplaga: tuttavia, attualmente si è maggiormente propensi a considerare questi uccelli come una specie a sé stante.
Le analisi delle vocalizzazioni (servite allo stesso scopo anche nelle altre specie di crociere), supportate in tempi recenti anche da dati di tipo genetico, hanno mostrato che molto verosimilmente le due sottospecie di crociere fasciato rappresenterebbero due specie distinte.